# Herchenrode

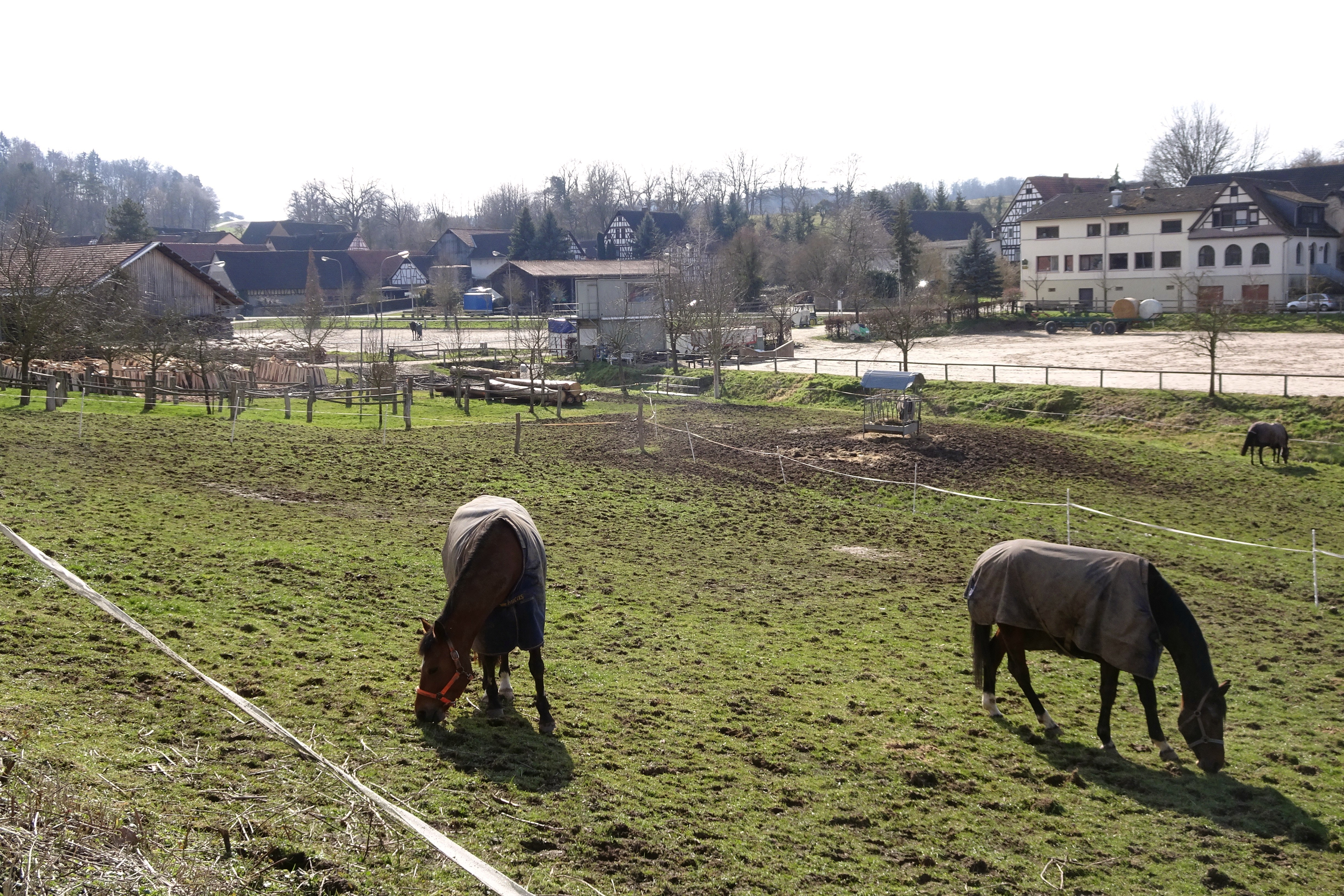
Herchenrode von Norden (2022)

Herchenrode ist der nach Einwohnerzahl kleinste Ortsteil der Gemeinde Modautal im südhessischen Landkreis Darmstadt-Dieburg. 

## Geographie
Herchenrode liegt im vorderen Odenwald, ca. 14 km südöstlich von Darmstadt an einem kleinen Nebenbach der Modau. Die Siedlung besteht aus einzelnen Häusern bei getrennter doppelseitiger Tallage. Für Herchenrode besteht eine eigene Gemarkung. Nordwestlich des Ortes verläuft die Landesstraße 3099.

## Geschichte

### Ortsgeschichte
In historischen Dokumenten ist der Ort unter folgenden Ortsnamen belegt (in Klammern das Jahr der Erwähnung): Hergeroden (1383); Hergeroden (1392); Hirchenrode (1403); Herchenrode (1405); Hirtzenrode (1424); Hirchinrode (1430); Herchenroden (1457); Herchenrade (1514); Hurchenröder Gemarkung (1711).
Im 14. Jahrhundert gehörte das Dorf zum Herrschaftsbereich der Grafschaft Katzenelnbogen und nach dem Aussterben des Adelsgeschlechts im 15. Jahrhundert zur Landgrafschaft Hessen. Ende des 16. Jahrhunderts stand das Dorf den Junkern von Meysenbug, Kalb, Mospach und Walbronn zu, und der Landgraf von Hessen-Darmstadt hatte die hohe Obrigkeit mit Gebot und Verbot inne. Herchenrode lag im Gerichtsbezirk der Zent Oberramstadt. Die Zent war in sogenannte „Reiswagen“ eingeteilt, denen jeweils ein Oberschultheiß vorstand, die dem Zentgrafen unterstellt waren. Dieser Bezirk hatte einen Frachtwagen (Reiswagen) einschließlich Zugtieren und Fuhrknechten für Feldzüge bereitzustellen. Herchenrode gehörte zum „Brandauer Reiswagen“, dem auch noch die Orte Brandau, Neunkirchen, Allertshofen, Hoxhohl, Lützelbach, Ernsthofen, Neutsch, Klein-Bieberau  und Webern angehörten. Die gesamte Zent Oberramstadt war dem Amt Lichtenberg zugeteilt. Diese Einteilung bestand noch bis zum Beginn des 19. Jahrhunderts.
Die Statistisch-topographisch-historische Beschreibung des Großherzogthums Hessen berichtet 1829 über Herchenrode:

„Herchenrode (L. Bez. Reinheim) luth. Filialdorf; liegt am Fuße der Neunkircher Höhe, 2 1⁄2 St. von Reinheim, und hat 9 Häuser und 67 luth. Einw., worunter sich 8 Bauern befinden. An diesem Dorfe waren die Grafen von Katzenellenbogen, die von Aulnbach, Werner Kalb von Reinheim und Hennebach betheligt. Namentlich mit dem erstern Theil waren die Herrn von Conberg von Katzenellenbogen belehnt. Nachdem aber Johann von Cronberg dem Grafen Eberhard V. von Katzenellenbogen in einer Fehde seine Lehenspflicht aufgekündigt hatte, wurde zu Anfang des 15. Jahrhunderts dieses Leben eingezogen, und 1422 verzichteten die von Cronberg auch darauf. Die übrigen Theile wurden auch nach und nach erworben.“

Hessische Gebietsreform (1970–1977)
Im Zuge der Gebietsreform in Hessen wurde am 31. Dezember 1971 die bis dahin selbstständige Gemeinde Herchenrode auf freiwilliger Basis nach Ernsthofen eingemeindet und kam am 1. Januar 1977 durch den Zusammenschluss der Gemeinde Ernsthofen kraft Landesgesetz mit mehreren anderen Gemeinden zur Gemeinde Modautal.
Für Herchenrode wurde ein Ortsbezirk gebildet.

### Verwaltungsgeschichte im Überblick
Die folgende Liste zeigt die Staaten und Verwaltungseinheiten, denen Herchenrode angehört(e):
- vor 1479: Heiliges Römisches Reich, Grafschaft Katzenelnbogen, Obergrafschaft Katzenelnbogen
- ab 1479: Heiliges Römisches Reich, Landgrafschaft Hessen (durch Ernfall), Obergrafschaft Katzenelnbogen
- ab 1567: Heiliges Römisches Reich, Landgrafschaft Hessen-Darmstadt, Obergrafschaft Katzenelnbogen, (1783: Amt Lichtenberg, Zent Oberramstadt, Brandauer Reiswagen)
- ab 1803: Heiliges Römisches Reich, Landgrafschaft Hessen-Darmstadt, Fürstentum Starkenburg, Amt Lichtenberg
- ab 1806: Großherzogtum Hessen,[Anm. 2] Fürstentum Starkenburg, Amt Lichtenberg[12]
- ab 1815: Großherzogtum Hessen[Anm. 3], Provinz Starkenburg, Amt Lichtenberg
- ab 1821: Großherzogtum Hessen, Provinz Starkenburg, Landratsbezirk Reinheim[Anm. 4]
- ab 1832: Großherzogtum Hessen, Provinz Starkenburg, Kreis Dieburg
- ab 1848: Großherzogtum Hessen, Regierungsbezirk Dieburg
- ab 1852: Großherzogtum Hessen, Provinz Starkenburg, Kreis Dieburg
- ab 1871: Deutsches Reich, Großherzogtum Hessen, Provinz Starkenburg, Kreis Dieburg
- ab 1918: Deutsches Reich (Weimarer Republik), Volksstaat Hessen, Provinz Starkenburg, Kreis Dieburg
- ab 1938: Deutsches Reich, Volksstaat Hessen, Landkreis Darmstadt[13][Anm. 5]
- ab 1945: Deutsches Reich, Amerikanische Besatzungszone,[Anm. 6] Groß-Hessen, Regierungsbezirk Darmstadt, Landkreis Darmstadt
- ab 1946: Deutsches Reich, Amerikanische Besatzungszone, Land Hessen, Regierungsbezirk Darmstadt, Landkreis Darmstadt
- ab 1949: Bundesrepublik Deutschland, Land Hessen, Regierungsbezirk Darmstadt, Landkreis Darmstadt
- ab 1973: Bundesrepublik Deutschland, Land Hessen, Regierungsbezirk Darmstadt, Landkreis Darmstadt, Gemeinde Ernsthofen[Anm. 7]
- ab 1977: Bundesrepublik Deutschland, Land Hessen, Regierungsbezirk Darmstadt, Landkreis Darmstadt-Dieburg, Gemeinde Modautal[Anm. 8]

### Gerichte
Herchenrode gehörte zum Zentgericht Oberramstadt. Im 16. Jahrhundert lag die Niedere Gerichtsbarkeit bei der Adelsfamilie Meysenbug. In der Landgrafschaft Hessen-Darmstadt wurde mit Ausführungsverordnung vom 9. Dezember 1803 das Gerichtswesen neu organisiert. Für das Fürstentum Starkenburg (ab 1815 Provinz Starkenburg) wurde das „Hofgericht Gießen“ eingerichtet. Es war für normale bürgerliche Streitsachen Gericht der zweiten Instanz, für standesherrliche Familienrechtssachen und Kriminalfälle die erste Instanz. Übergeordnet war das Oberappellationsgericht Darmstadt. Die Rechtsprechung der ersten Instanz wurde durch die Ämter bzw. Standesherren vorgenommen. Die Zentgerichte hatten damit ihre Funktion verloren. Mit Bildung der Landgerichte im Großherzogtum Hessen war ab 1821 das Landgericht Lichtenberg das Gericht erster Instanz, zweite Instanz war das Hofgericht Darmstadt. Es folgten:
- ab 1848: Landgericht Reinheim (Verlegung von Lichtenberg nach Reinheim), zweite Instanz: Hofgericht Darmstadt
- ab 1879: Amtsgericht Reinheim, zweite Instanz: Landgericht Darmstadt
- ab 1968: Amtsgericht Darmstadt mit der Auflösung des Amtsgerichts Reinheim, zweite Instanz: Landgericht Darmstadt

## Bevölkerung

### Einwohnerstruktur 2011
Nach den Erhebungen des Zensus 2011 lebten am Stichtag, dem 9. Mai 2011 in Herchenrode 63 Einwohner. Darunter waren keine Ausländer. Nach dem Lebensalter waren 12 Einwohner unter 18 Jahren, 30 zwischen 18 und 49, 12 zwischen 50 und 64 und 9 Einwohner waren älter. Die Einwohner lebten in 21 Haushalten. Davon waren 3 Singlehaushalte, 6 Paare ohne Kinder und 9 Paare mit Kindern, sowie 3 Alleinerziehende und keine Wohngemeinschaften. In 3 Haushalten lebten ausschließlich Senioren und in 15 Haushaltungen lebten keine Senioren.

### Einwohnerentwicklung
| • 1629: | 08 Hausgesesse          |
| • 1806: | 64 Einwohner, 9 Häuser  |
| • 1829: | 67 Einwohner, 9 Häuser  |
| • 1867: | 76 Einwohner, 10 Häuser |

| Herchenrode: Einwohnerzahlen von 1791 bis 2020 | Herchenrode: Einwohnerzahlen von 1791 bis 2020 | Herchenrode: Einwohnerzahlen von 1791 bis 2020 | Herchenrode: Einwohnerzahlen von 1791 bis 2020 | Herchenrode: Einwohnerzahlen von 1791 bis 2020 |
| --- | ---------------------------------------------- | ---------------------------------------------- | ---------------------------------------------- | ---------------------------------------------- |
| Jahr |                                                |                                                |                                                | Einwohner                                      |
| 1791 | 1791                                           |                                                | 61                                             | 61                                             |
| 1800 | 1800                                           |                                                | 63                                             | 63                                             |
| 1806 | 1806                                           |                                                | 64                                             | 64                                             |
| 1829 | 1829                                           |                                                | 67                                             | 67                                             |
| 1834 | 1834                                           |                                                | 63                                             | 63                                             |
| 1840 | 1840                                           |                                                | 68                                             | 68                                             |
| 1846 | 1846                                           |                                                | 74                                             | 74                                             |
| 1852 | 1852                                           |                                                | 57                                             | 57                                             |
| 1858 | 1858                                           |                                                | 75                                             | 75                                             |
| 1864 | 1864                                           |                                                | 82                                             | 82                                             |
| 1871 | 1871                                           |                                                | 63                                             | 63                                             |
| 1875 | 1875                                           |                                                | 66                                             | 66                                             |
| 1885 | 1885                                           |                                                | 81                                             | 81                                             |
| 1895 | 1895                                           |                                                | 84                                             | 84                                             |
| 1905 | 1905                                           |                                                | 78                                             | 78                                             |
| 1910 | 1910                                           |                                                | 77                                             | 77                                             |
| 1925 | 1925                                           |                                                | 83                                             | 83                                             |
| 1939 | 1939                                           |                                                | 64                                             | 64                                             |
| 1946 | 1946                                           |                                                | 144                                            | 144                                            |
| 1950 | 1950                                           |                                                | 131                                            | 131                                            |
| 1956 | 1956                                           |                                                | 88                                             | 88                                             |
| 1961 | 1961                                           |                                                | 80                                             | 80                                             |
| 1967 | 1967                                           |                                                | 73                                             | 73                                             |
| 1970 | 1970                                           |                                                | 58                                             | 58                                             |
| 1980 | 1980                                           |                                                | ?                                              | ?                                              |
| 1990 | 1990                                           |                                                | ?                                              | ?                                              |
| 2000 | 2000                                           |                                                | ?                                              | ?                                              |
| 2007 | 2007                                           |                                                | 62                                             | 62                                             |
| 2010 | 2010                                           |                                                | 65                                             | 65                                             |
| 2011 | 2011                                           |                                                | 63                                             | 63                                             |
| 2015 | 2015                                           |                                                | 65                                             | 65                                             |
| 2020 | 2020                                           |                                                | 59                                             | 59                                             |
| Datenquelle: Historisches Gemeindeverzeichnis für Hessen: Die Bevölkerung der Gemeinden 1834 bis 1967. Wiesbaden: Hessisches Statistisches Landesamt, 1968. Weitere Quellen: LAGIS; 1791; 1800; Gemeinde Modautal:; Zensus 2011 |                                                |                                                |                                                |                                                |

### Historische Religionszugehörigkeit
| • 1829: | 67 lutheranische (= 100,00 %) Einwohner                           |
| • 1961: | 61 evangelische (= 76,25 %), 17 katholische (= 21,25 %) Einwohner |

## Politik
Für Herchenrode besteht ein Ortsbezirk (Gebiete der ehemaligen Gemeinde Herchenrode) mit Ortsbeirat und Ortsvorsteher nach der Hessischen Gemeindeordnung. Der Ortsbeirat besteht aus drei Mitgliedern. Bei den Kommunalwahlen in Hessen 2021 betrug die Wahlbeteiligung zum Ortsbeirat Herchenrode 82 %. Alle Kandidaten gehörten der Liste „Bürger für Herchenrode“ an. Der Ortsbeirat wählte Klaus Roth zum Ortsvorsteher.

## Baudenkmal

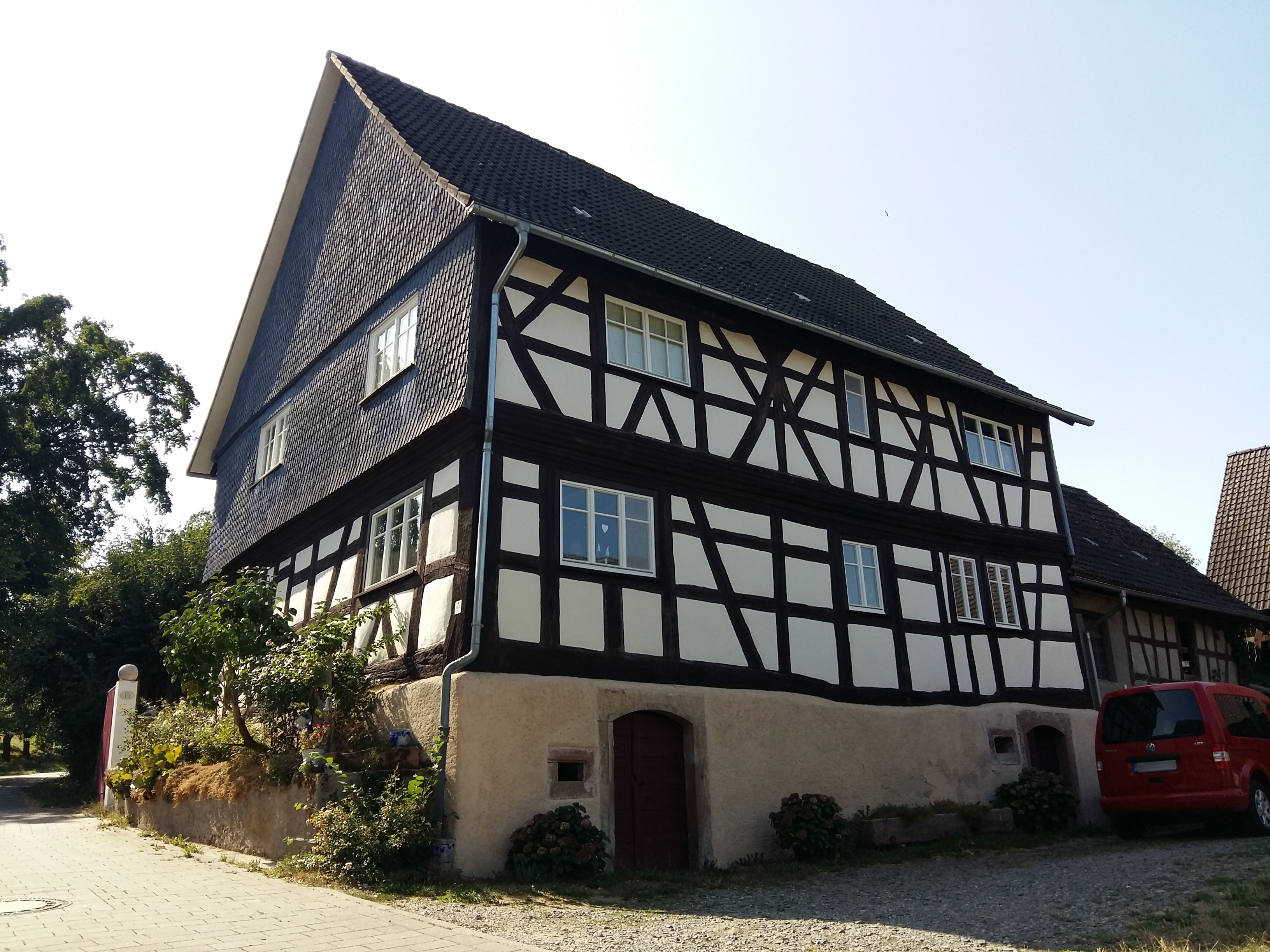
Denkmalgeschütztes Fachwerkhaus in Herchenrode

Im Jahre 2010 wurde das Fachwerk in den Obergeschossen des Hauses Herchenrode 15 wieder freigelegt. Im Giebeldreieck des Wohnhauses aus der Zeit um 1700 fanden sich Figurationen aus Mannfiguren und Kopfwinkelhölzern. Die Renovierung der Hofreite wurde mit dem Denkmalschutzpreis des Landkreises ausgezeichnet.